# Gaston Raynaud
Gaston Raynaud (14 avril 1850 à Paris - 28 juillet 1911 à Boulogne-sur-Seine) est un philologue et bibliothécaire français.

## Biographie
Après une classe préparatoire au lycée Louis-le-Grand, Gaston Reynaud entre à l'École nationale des chartes en 1870. En 1875, il y obtient le diplôme d'archiviste-paléographe après avoir soutenu une thèse sur le dialecte picard dans le comté de Ponthieu aux XIIIe et XIVe siècles. Publiée l'année suivante dans la Bibliothèque de l'École des chartes, elle lui vaut la quatrième mention au concours des Antiquités de France de l'Académie des inscriptions et belles-lettres. 
Il est président de la Société de l'École des chartes en 1899, de la Société de l'histoire de France en 1907. Cette même année, il est appelé à prendre place dans la section d'histoire et de philologie du Comité des travaux historiques.

## Œuvre scientifique
En 1876, il est nommé au Département des manuscrits de la Bibliothèque nationale, où il restera près de quatorze ans, publiant des catalogues de manuscrits italiens, anglais et vénitiens, et la Bibliographie des chansonniers français des XIIIe et XIVe siècles.
Il collabore avec Gaston Paris à l'ouvrage Mystère de la passion d'Arnoul Gréban (1878).
En 1889, il quitte la bibliothèque pour se consacrer plus librement à ses ouvrages et aux fonctions d’administrateur de la Société des anciens textes français. Parmi ses travaux, on peut citer, en 1889, Rondeaux et autres poésies du XVe siècle et, en 1904, Eustache Deschamps, sa vie, ses œuvres, son temps, 1346-1406. En 1882, il collabore avec Henri Michelant aux Itinéraires à Jérusalem et descriptions de la Terre Sainte, rédigés en français aux XIe, XIIe et XIIIe siècles ; en 1884, son recueil des Motets français des XIIe et XIIIe siècles, est honoré par l'Académie des inscriptions et belles-lettres du prix Lagrange. En 1887, Les Gestes des Chiprois, traduits du latin, est un recueil de chroniques françaises écrites en Orient aux XIIIe et XIVe siècles, par Gérard de Montréal et Philippe de Novare.

## Distinctions
- Chevalier de la Légion d'honneur, décret du 28 juillet 1911[3]
- 1880 : Académie des inscriptions et belles-lettres - Prix Delalande-Guérineau pour Aiol, chanson de geste, publiée d'après le manuscrit unique de Paris[4]
- 1884 : Académie des inscriptions et belles-lettres - Prix de La Grange pour son Recueil des motets français des XIIe et XIIIe siècles[5]

- 1902 : Académie des inscriptions et belles-lettres - Prix de La Grange pour l'édition des Œuvres d'Eustache Deschamps[6]